# Éditions Jalou

Les Éditions Jalou est une maison d'édition familiale née à Paris en 1921. Elle édite, entre autres, les magazines L'Officiel, Jalouse, L'Optimum ou encore La Revue des Montres. 

## Histoire
En 1921, Max Brunhes, fabricant textiles et Andrée Castanié lancent L'Officiel de la couture et de la mode de Paris ; il est à ce jour l'un des plus anciens magazines de mode français avec l'édition française de Vogue. En 1932 Georges Jalou, alors typographe, intègre la rédaction du magazine au poste de directeur artistique. Dans les années 1960 Georges Jalou devient actionnaire de 25 % du magazine. Vingt-cinq ans plus tard, à la suite du décès de son associé Marcel Pérès il acquiert les parts restantes et devient seul propriétaire de la société.
À la fin des années 1970, les enfants de Georges Jalou, Laurent, Maxime et Marie-José, rejoignent à leur tour le magazine. Laurent Jalou est directeur de la publication, alors que sa sœur Marie-José dirige la rédaction et la ligne éditoriale. Maxime rejoint L'Officiel en tant que maquettiste avant de devenir directeur artistique en 1990. 
Dans les années 1980, L'Officiel est le premier magazine français à voir le jour en Chine. Malgré le soutien des autorités locales, le magazine cesse de paraître à la suite des évènements de la place Tian'anmen.
En 1995, de nouveaux titres viennent s'ajouter à L'Officiel : L'Optimum, mensuel masculin haut de gamme voit le jour en 1996. Un an plus tard, Jalouse, magazine de mode avant-gardiste intègre également le portfolio des Éditions Jalou. Ils seront suivis par Muteen, magazine féminin, édité par le groupe de 2001 à 2011.
En 1998, le groupe, alors dirigé par Laurent Jalou, rachète le mensuel La Revue de Montres auprès de ATN Publication dans le but de le relancer et de conforter l'implantation des Éditions Jalou dans le secteur du luxe. 
Dans les années 2000, Les Éditions Jalou tentent à nouveau de se développer à l'international et multiplient les lancements de magazines à travers le monde. 
Après la mort de Laurent en janvier 2003, sa sœur Marie-José prend la fonction de présidente du groupe familiale. 
En 2005, L'Officiel se dote d'une édition masculine, L'Officiel Hommes, puis de plusieurs magazines satellites : L'Officiel Voyage, L'Officiel Chirurgie et Médecine esthétique, L'Officiel 1000 modèles et L'Officiel Art, qui voit le jour en 2012.
Dans les années 2010  les archives de la revue de mode fondée en 1880, L'Art et la Mode disparue en 1972, sont numérisées.
Aujourd'hui, les enfants de Marie-José Susskind-Jalou ont rejoint l'entreprise. Vanessa Bellugeon est rédactrice en chef mode de L'Officiel, Ronald Bellugeon, rédacteur en chef de L'Officiel 1000 modèles, Jennifer Eymere est directrice de la rédaction du Jalouse et Benjamin Eymere est directeur général du groupe.
Le 4 février 2015, la société est placée en redressement judiciaire.

## Publications en France
Parmi les magazines édités en France par Les Éditions Jalou, on peut citer :
- L'Officiel
- L'Officiel Hommes
- L'Officiel Voyage
- L'Officiel 1000 Modèles
- Jalouse
- L'Optimum
- La Revue des Montres
- L'Officiel Médecine et Chirurgie Esthétique
- L'Officiel Art
- L'Officiel Paris Guide
- L'Officiel Riviera

## Publications dans le monde
Parmi les magazines édités par Les Éditions Jalou dans le monde, on peut citer :
- Allemagne : L'Officiel Hommes Deutsch
- Asie centrale : L'Officiel Central Asia
- Azerbaïdjan : L'Officiel Azerbaijan
- Brésil : L'Officiel Brasil
- Chine : L'Officiel China, L'Officiel Hommes China, L'Officiel Art China, Jalouse China (2013)
- Corée du Sud : L'Officiel Hommes Korea,
- Inde : L'Officiel India
- Indonésie : L'Officiel Indonesia (2013)
- Italie : L'Officiel Italia, L'Officiel Hommes Italia
- Lettonie : L'Officiel Latvia
- Liban : L'Officiel Levant, L'Officiel Hommes Levant
- Lituanie : L'Officiel Mada
- Maroc : L'Officiel Maroc, L'Officiel Hommes Maroc
- Moyen-Orient : L'Officiel Middle East
- Pays-Bas : L'Officiel NL, L'Officiel Hommes NL
- Russie : L'Officiel Russia
- Singapour : L'Officiel Singapore
- Thaïlande : L'Officiel Thailand, L'Officiel Hommes Thailand, L'Officiel Watches, L'Officiel Art, Design and Decor, L'Officiel Wedding
- Turquie : L'Officiel Türkiye
- Ukraine : L'Officiel Ukraine, L'Officiel Hommes Ukraine